# Couronnement Marsuppini
Le Couronnement Marsuppini est un tableau représentant le Couronnement de la Vierge peint par le peintre italien de la Renaissance Filippo Lippi, datant de 1444. Il se trouve à la Pinacothèque Vaticane, à Rome.

## Histoire
Le panneau a été commandé par le chancelier de la république de Florence, Carlo Marsuppini, pour la chapelle Saint Bernard dans l'église éponyme à Arezzo. Son père Gregorio, à qui elle serait dédiée, était mort en 1444, et donc l'œuvre doit dater de cette année ou plus tard.
L'œuvre est restée à Arezzo jusqu'en 1785, lorsque le monastère propriétaire de l'église a été supprimé. Le panneau a par la suite été divisé en trois parties et vendu à des particuliers, et plus tard a été acquis par le Pape Grégoire XVI. Dès lors, il a fait partie de la Galerie d'Art des Musées du Vatican.

## Description
Le panneau a un style sobre et archaïque, similaire à celui de Fra Angelico. Il est divisé en trois parties. La partie centrale, sur une estrade avec des marches et encadrée par une niche en forme de coquille, est la scène du couronnement de Marie: elle est à genoux aux pieds du Christ, qui met la couronne sur sa tête. Sur les côtés se trouvent deux compositions symétriques de trois anges musiciens et deux saints debout au premier plan. Ces derniers, qui appartiennent aux ordres monastiques, présentent les deux donateurs, Gregorio Marsuppini et son fils Carlo, tous les deux agenouillés.
Les anges musiciens ont été réalisés (au moins partiellement) par des assistants.